# 水上人

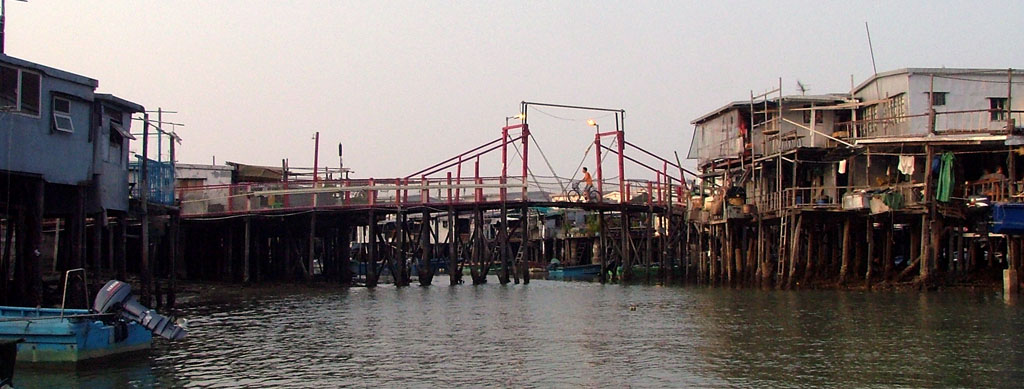
香港新基大橋

水上人泛指在水上居住的人，他們通常是漁民，靠出海捕魚維生。水上人以船隻為家或建屋於水邊，有些會形成與陸上居民不同的文化，成為特殊族群。如中國的蜑民和日本的家船。
中國的蜑民生活於閩浙、兩廣、海南一帶的海上，以船為家。由於他們生活在船艇上，他們的腳與生活在陸地上的人略有差別，被歧視稱為「曲蹄」，士大夫則雅稱之為「艇戶」。